# 武器大亂鬥的美好時光
〈武器大亂鬥的美好時光〉（英語：Good Times with Weapons）是美国的情景喜剧動畫劇集《南方公园》第8季的第1集，总排序為第112集，最初於2004年3月17日播出，該集的特色是結合日本動畫風格演出。

## 外部連結
- 互联网电影数据库上武器大亂鬥的美好時光的资料（英文）